# Kurtamyš (město)
Kurtamyš (rusky Куртамыш) je město v Kurganské oblasti v Ruské federaci. Při sčítání lidu v roce 2010 měl přes sedmnáct tisíc obyvatel.

## Poloha a doprava
Město leží východně od Uralu na jihozápadě Západošibiřské roviny na Kurtamyši, levém přítoku Tobolu v povodí Irtyše. Od Kurganu, správního střediska oblasti, je Kurtamyš vzdálen přibližně osmdesát kilometrů jihozápadně.
Nejbližší železniční stanice je padesát kilometrů vzdálená v obci Jurgamyš na trati z Čeljabinsku do Kurganu.

## Dějiny
Kurtamyš vznikl v roce 1745 jako pevnůstka na stejnojmenné řece, jejíž jméno je turkického původu. V roce 1762 je zmiňován jako Kurtamyšskaja sloboda (Куртамышская слобода). 
Od roku 1956 je Kurtamyš městem.